# Prix de la musique ghanéenne
Les Ghana Music Awards, également connus depuis 2024 sous le nom sponsorisé Telecel Ghana (en) Ghana Music Awards ( TGMAs ),,, anciennement Vodafone Ghana Music Awards ( VGMAs ), sont un événement annuel de remise de prix de musique au Ghana, créé en 1999 par une société locale organisatrice et planificatrice d'événements connue sous le nom de Charter House pour célébrer à l'origine et principalement le« outstanding contributions of Ghanaian musicians to the growth and expansion of its associated industry ».
Habituellement organisé entre avril et juin, l'événement est diffusé localement sur GHOne TV (en), GTV et/ou TV3 Ghana (en) et en dehors du Ghana sur Akwaaba Magic (en) sur la plateforme de télévision par satellite DStv (en) et la plateforme de télévision terrestre GOtv (en). Avant le lancement de la chaîne Akwaaba Magic en 2021, l'événement était diffusé en dehors du Ghana sur les chaînes 155 et 198 sur DStv et sur la chaîne 110 sur GOtv.

## Trophée
Le trophée des Ghana Music Awards a été décerné sous différentes formes au fil des ans ; le trophée actuel a été dévoilé avant l'édition 2019 de l'événement. Il s'agit d'une plaque Gold Star avec un trou circulaire et des cordes sur des faces opposées, imitant une guitare.

### Artiste de l'année
Le prix de l'artiste de l'année est le prix le plus élevé et le plus prestigieux des prix décernés lors de l'événement, décerné aux artistes jugés par la CharterHouse, le conseil d'administration de la GMA et le grand public comme ayant le plus grand attrait auprès du public, la diffusion radio, le streaming en ligne et la popularité. L'artiste ou les artistes doivent avoir sorti un single/album à succès au cours de l'année considérée pour être éligibles.
Lauréats passés et présents du prix de l'Artiste de l'année :
- 1999 : Akyeame (Okyeame Quophi et Okyeame Kwame)
- 2000 : Papa Lumba (en)
- 2001 : Kojo Antwi (en)
- 2002 : Lord Kenya (en)
- 2003 : Kontihene (en)
- 2004 : VIP (en)
- 2005 : Bice Osei Kuffour (en)
- 2006 : Ofori Amponsah (en)
- 2007 : Samini (en)
- 2008 : Kwaw Kese (en)
- 2009 : Okyeame Kwame (en)
- 2010 : Sarkodie
- 2011 : VIP (en)
- 2012 : Sarkodie
- 2013 : R2Bees (en)
- 2014 : Shatta Wale[10]
- 2015 : Stonebwoy[11]
- 2016 (en) : EL (en)
- 2017 : Joe Mettle
- 2018 : Ebony Reigns (en)[12]
- 2019 (en) : Non annoncé [note 1]
- 2020 : Kuami Eugene[14].
- 2021 : Diana Hamilton
- 2022 : KiDi (en)
- 2023 : Black Shérif (en)[15]
- 2024 : Stonebwoy
- 2025 : La Promesse du Roi (en)[16],[17].

## Emplacements
La cérémonie inaugurale de 1999 s'est tenue au Théâtre national du Ghana à Accra jusqu'en 2004, date à laquelle elle a été transférée au Centre international de conférences d'Accra (en) (AICC), et elle s'y tient toujours depuis. À l'exception des éditions 2010, 2011 et 2012 de l'événement qui se sont tenues au Dôme de l'AICC, l'événement depuis le déménagement à l'AICC s'est tenu dans sa salle principale jusqu'en 2018. Depuis 2019, l'événement se déroule à la Grand Arena (alors/anciennement le New Dome) toujours à l'AICC.
| Dates et lieux des Ghana Music Awards |       |              |                                                                        |                                                                                              |              |
| #                                     | Année | Date         | Lieu                                                                   | Hôte(s)                                                                                      | Reference(s) |
| 1                                     | 1999  |              | National Theatre of Ghana                                              | Kwami Sefa Kayi                                                                              | ,.           |
| 2                                     | 2001  |              | National Theatre of Ghana                                              | Kwami Sefa Kayi                                                                              | ,.           |
| 3                                     | 2002  |              | National Theatre of Ghana                                              | Kwami Sefa Kayi                                                                              | [ 20 ]       |
| 4                                     | 2003  | 8 Mars       | National Theatre of Ghana                                              | Kwami Sefa Kayi                                                                              | [ 21 ]       |
| 5                                     | 2004  | 13 Mars      | National Theatre of Ghana                                              | Kwami Sefa Kayi                                                                              | [ 22 ]       |
| 6                                     | 2005  | 1 Mai        | National Theatre of Ghana                                              | Kwami Sefa Kayi                                                                              | [ 23 ]       |
| 7                                     | 2006  | 4 Mars       | National Theatre of Ghana                                              | Kwami Sefa Kayi                                                                              | [ 24 ]       |
| 8                                     | 2007  | 6 Mai        | National Theatre of Ghana                                              | Kwami Sefa Kayi                                                                              | [ 25 ]       |
| 9                                     | 2008  | 25 Avril     | National Theatre of Ghana                                              | Samini and Doreen Andoh                                                                      | [ 26 ]       |
| 10                                    | 2009  | 4 Avril      | Salle principale du Centre international de conférences d'Accra (AICC) | Bice Osei Kuffour, Samini and Dentaa                                                         | ,            |
| 11                                    | 2010  | 10 Avril     | Salle principale du Centre international de conférences d'Accra (AICC) | Kwasi Kyei Darwkah (KKD)                                                                     | [ 29 ]       |
| 12                                    | 2011  | 25 Février   | Salle principale du Centre international de conférences d'Accra (AICC) | Chris Attoh and Doreen Andoh                                                                 | [ 30 ]       |
| 13                                    | 2012  | 13 Avril     | The Dome of the AICC                                                   | Chris Attoh and Benson Ohene Boateng                                                         | [ 31 ]       |
| 14                                    | 2013  | 18 Mai       | The Dome of the AICC                                                   | Mildred Ashong (Eazzy) and Kofi Okyere Darko (KOD)                                           | [ 32 ]       |
| 15                                    | 2014  | 26 Avril     | The Dome of the AICC                                                   | Mildred Ashong (Eazzy) and Kofi Okyere Darko (KOD)                                           | [ 33 ]       |
| 16                                    | 2015  | 11 Avril     | The Dome of the AICC                                                   | Nathaniel Attoh and Joselyn Dumas                                                            | ,            |
| 17                                    | 2016  | 7 Mai        | The Dome of the AICC                                                   | Chris Attoh, Naa Ashorkor and DJ Black                                                       | ,            |
| 18                                    | 2017  | 8 Avril      | The Dome of the AICC                                                   | Anita Erskine                                                                                | [ 40 ]       |
| 19                                    | 2018  | 15 Avril     | The Dome of the AICC                                                   | John Dumelo & Berla Mundi                                                                    | [ 41 ]       |
| 20                                    | 2019  | 18 Mai       | The New Dome/Grand Arena of the AICC                                   | Kwami Sefa Kayi & Berla Mundi                                                                | [ 42 ]       |
| 21                                    | 2020  | 28 & 29 Août | The New Dome/Grand Arena of the AICC                                   | Day 1 – Giovani Caleb & Sika Osei Day 2 – KOD & Berla Mundi                                  | ,            |
| 22                                    | 2021  | 25 & 26 Juin | The New Dome/Grand Arena of the AICC                                   | Day 1 – Giovani Caleb and AJ Akuoko-Sarpong Day 2 – Berla Mundi, Giovani Caleb and Sika Osei | [ 45 ]       |
| 23                                    | 2022  | 9 Avril      | The New Dome/Grand Arena of the AICC                                   | AJ Akuoko-Sarpong                                                                            | [ 46 ]       |
| 24                                    | 2023  | 6 Mai        | The New Dome/Grand Arena of the AICC                                   | Berla Mundi                                                                                  |              |
| 25                                    | 2024  | 1 Juin       | The New Dome/Grand Arena of the AICC                                   | Chris Attoh and Naa Ashorkor                                                                 | [ 48 ]       |
| 26                                    | 2025  | 10 Mai       | The New Dome/Grand Arena of the AICC                                   | Naa Ashorkor (Main Host), AJ Sarpong (Co-Host), and Foster Romanus (Co-Host)                 | [ 49 ]       |

La 23e édition des Vodafone Ghana Music Awards (VGMA) Day 1 a eu lieu le vendredi soir 6 mai 2022 .

## Conséquences du COVID-19
En 2020, le précurseur de l'événement, le nominees jam, prévu le 4 avril au Jackson Park à Koforidua, a été initialement reporté puis annulé pour se conformer à une directive nationale sur les rassemblements publics en raison de la pandémie de COVID-19 au Ghana,,.